# МКС-17
МКС-17 — сімнадцятий довготривалий екіпаж Міжнародної космічної станції. Його робота тривала з 8 квітня по 24 жовтня 2008 року. У складі екіпажу були Сергій Волков — наймолодший в історії капітан МКС та Ї Со-йон — перший космонавт Південної Кореї.

## Екіпаж

### Основний екіпаж
Для всіх членів основного екіпажу це був перший політ у космос.
| Посада        | Перша частина (квітень — червень 2008) | Друга частина (червень — жовтень 2008) |                     |
| ------------- | -------------------------------------- | -------------------------------------- | ------------------- |
| Командир      | Сергій Волков, ФКА                     | Сергій Волков, ФКА                     | Сергій Волков, ФКА  |
| Бортінженер 1 | Олег Кононенко, ФКА                    | Олег Кононенко, ФКА                    | Олег Кононенко, ФКА |
| Бортінженер 2 | Гарет Райзман, НАСА                    | Грегорі Чамітоф, НАСА                  |                     |

### Дублюючий екіпаж
| Посада      | Член екіпажу                 |
| ----------- | ---------------------------- |
| Командир    | Максим Сураєв, ФКА           |
| Бортінженер | Скрипочка Олег Іванович, ФКА |
| Бортінженер | Тімоті Корпа, НАСА           |

## Джерело
- http://www.energia.ru/rus/iss/iss17/iss-17.html [Архівовано 3 серпня 2014 у Wayback Machine.]